# Тура (Пешта)
Тура (мађ. Tura) је насеље у централној Мађарској. тура је град у оквиру пештанске жупаније.

## Географија

### Локација
Тура се налази између Велике равнице и брда Матра, у долини реке Галга.
Насеља која се директно граниче су: Керекхарашт са севера, Хатван са североистока, Болдог са истока [сва три већ припадају округу Хевеш], Јасфењсару из округа Јас-Нагикун-Солнок са југоистока, Жамбок са југа, Вацсентласло југозападно, а Галгахевиз са запада, међу својим суседима само три последња припадају Пештанској жупанији.

## Историја
Тура се први пут помиње као Тура (Thwra) у повељи (латински: Varadi Regestrum) из 1220. године. У то време град је поседовала породица Акош. Године 1425. један од потомака породице, Миклош Ердег Продавизи, дао је имање краљу Сигисмунду (мађ. Sigismund von Luxemburg) у замену за другу имовину.
У повељи из 1523. године помиње се да је насеље наплаћивало сопствени порез. 1544. године, након што османлије заузеле Будим три године раније, Тура је дошла под турску власт. Град се никада није испразнио и његова црква је преживела тај период. Иако је 1594. године Симон Форгач победио у борби против турске војске, Турци су још вековима владали Туром. 1633–34 насеље се помиње као турски град са две опорезиве земље. На крају турске владавине у граду је живела само 61 породица.
У 18. веку становништво Тура почиње да расте због напретка пољопривреде. Трговина се побољшала и људи су продавали своју робу на пијацама у Будиму, Пешти, Мишколцу, Хатвану, Вацу и Ђенђешу. Године 1740. Тура је била земља Антала Хевизија Нађа и постала је бесцарински град. Тада је било 59 оппорезованих кућа.
До 1873. године Тура је била у власништву породице Естерхази, али су је продали барону Сигисмунду Шосбергеру. У Туру се 20. јула 1849. одиграла једна од највећих битака Мађарске револуције 1848. између трупа Мор Перчела и Александра Петровића Толстоја. Године 1910. било је 900 кућа и 4759 становника.

## Становништво
Током пописа 2011. године, 89,4% становника се изјаснило као Мађари, 11,9% као Роми, 0,4% као Немци и 0,3% као Румуни (10,4% се није изјаснило). 
Верска дистрибуција је била следећа: римокатолици 67,1%, реформисани 2,9%, лутерани 1%, гркокатолици 0,3%, неденоминациони 6,3% (21,4% се није изјаснило).